# Українське (Мелітопольський район)
Украї́нське — село в Україні, в Мелітопольському районі Запорізької області. Входить до складу Терпіннівської сільської громади. Населення становить 77 осіб. До 2020 року орган місцевого самоврядування — Промінівська сільська рада.

## Географія
Село Українське знаходиться на правому березі річки Юшанли, вище за течією примикає село Відрадне, нижче за течією на відстані 2 км розташоване село Привільне, на протилежному березі — села Широкий Лан та Ясне.

## Населення

### Мова
Розподіл населення за рідною мовою за даними перепису 2001 року:
| Мова       | Кількість | Відсоток |
| ---------- | --------- | -------- |
| російська  | 50        | 64.94%   |
| українська | 27        | 35.06%   |
| Усього     | 77        | 100%     |